# Essence Carson
Essence Carson (nascida em 28 de julho de 1986) é uma jogadora norte-americana de basquete. Joga atualmente no Los Angeles Sparks, equipe da WNBA. Ela entrou na liga através do draft de 2008.